# About Time (Steve Winwood)
About Time è l'ottavo album da solista di Steve Winwood, uscito nel 2003, il quale viene paragonato alle sue prime composizioni con i Traffic.. L'album precedente risale al 1997.

## Produzione
L'album è stato prodotto dalla Wincraft Music, una casa casa discografica indipendente fondata dallo stesso Winwood e amministrata dalla SCI Fidelity. Successivamente a questo, la Wincraft Music ha prodotto anche gli album The Last Great Traffic Jam (distribuito da Epic) e Nine Lives.

## Accoglienza
| Recensione | Giudizio |
| ---------- | -------- |
| AllMusic   | [ 1 ]    |

## Tracce
Disco 1
1. Different Light
2. Cigano (For the Gypsies)
3. Take It to the Final Hour
4. Why Can't We Live Together
5. Domingo Morning
6. Now That You're Alive
7. Bully
8. Phoenix Rising
9. Horizon
10. Walking On
11. Silvia (Who Is She?)

Disco 2
1. Dear Mr. Fantasy (Live)
2. Why Can't We Live Together
3. Voodoo Chile

## Musicisti e personale
- Steve Winwood: voce e organo Hammond
- Jose Piresde Almeida Neto: chitarra
- Walfredo Reyes, Jr.: batteria
- Karl Vanden Bossche: congas
- Richard Bailey: timballi
- Karl Denson: sax e flauto
- George Shilling: tecnico della registrazione
- James Towler: tecnico del mixaggio